# صدر (لحم بقر)

يظهر اسم الدوش في الأجزءالمسماه باللغة العربية

القطع حسب التسمية الأمريكية للحم البقري بما في ذلك الصدر

لحم صدر البقر، أو الدوش[بحاجة لدقة أكثر]، هو قطع من اللحم من الثدي أو الصدر السفلي من لحم بقر أو لحم العجل. يعتبر الصدر واحدًا من قطع اللحم البقري التسع، ولكن التعريف الدقيق للقطع يختلف دوليًا. وتشمل عضلات الصدر الصدفيات السطحية والعميقة. بما أن الماشية لا تحتوي على عظام الترقوة، فإن هذه العضلات تدعم حوالي 60٪ من وزن البقرة الواقفة / المتحركة. هذا يتطلب كمية كبيرة من الأنسجة الضامة، لذلك يجب أن يتم طهي اللحوم الناتجة بشكل صحيح لتحريك النسيج الضام.